# Karol Jurkiewicz
Karol Jurkiewicz (ur. 1822, zm. 1908 w Warszawie) – polski przyrodnik, mineralog, pedagog, tłumacz, nauczyciel, encyklopedysta oraz popularyzator nauki.

## Życiorys
Ukończył studia na wydziale przyrodniczym Uniwersytetu w Petersburgu. Pracował jako nauczyciel w gimnazjum realnym w Warszawie. Wykładał mineralogię, geologię i chemię rolniczą. Prowadził też pensjonat wychowawczy dla uczniów zamiejscowych. Po reformie Wielopolskiego w 1862 został profesorem mineralogii w Szkole Głównej, a następnie przeszedł do Uniwersytetu Warszawskiego. Od 1877 był dziekanem wydziału matematyczno-matematycznego. W 1879 przeszedł na emeryturę. 
Pełnił funkcję prezesa Towarzystwa Ogrodniczego. Współpracował z miesięcznikiem „Przyroda i Przemysł” oraz innymi warszawskimi periodykami. Był popularyzatorem nauki, który przetłumaczył na język polski wiele dzieł z różnych dziedzin naukowych. Przetłumaczył m.in. i wydał w Warszawie Geografię powszechną illustrowaną - dwutomowe dzieło Amanda Schweiger-Lerchenfelda, które uzupełnił własnymi komentarzami. Był również encyklopedystą piszącym hasła do 28 tomowej Encyklopedii Powszechnej Orgelbranda z lat 1859-1868. Jego nazwisko wymienione jest w I tomie z 1859 roku na liście twórców zawartości tej encyklopedii .
Był żonaty z siostrą Maksymiliana Jatowta ps. „Jakub Gordon”.
W 1894 jego uczniowie zorganizowali obchody pięćdziesięciolecia pracy i działalności profesora.

## Dzieła
- Geografia powszechna illustrowana, t. 1-2, tłum. Amanda Schweiger-Lerchenfelda,
- Wykład hygieny w Szkole Lekarskiéj w Paryżu, t. 1-3, (1853),
- Kurs chemii nieorganicznej wykładany w paryzkiej szkole centralnej sztuk i rzemiosł, t. 1- 2, tłum. Auguste-André-Thomas Cahours, (1862),
- Plan stworzenia. Odczyty o podstawach przyrodzonych powinowactwa ze zwierzątami, tłum. Louis Agassiz, (1876).
- Człowiek, jego pochodzenie, rasy i dawność, tłum. Bonifacius Platz, (1892),
- Geologia, tłum. Archibald Geikie, (1911).